# Duché de Mazovie
1138–1526
Entités précédentes :
- Royaume de Pologne

Entités suivantes :
- Royaume de Pologne

Le duché de Mazovie, avec sa capitale Płock, est un ancien duché médiéval, formé en 1138 lors de la fragmentation du royaume de Pologne jusque-là aux mains de la dynastie Piast. Il est situé dans la région historique de la Mazovie au nord-est de la Pologne. En 1526, le duché est de nouveau incorporé dans le royaume de Pologne.

## Histoire
Au cours de son règne, Mieszko Ier, le premier duc de Pologne (960-992), conquiert les terres situées à l'est de la Vistule et les incorpore à la Civitas Schinesghe. Le diocèse de Płock est créé en 1075.
Après la mort de Boleslas III en 1138, la Mazovie est régie par son second fils Boleslas IV qui après avoir en avoir expulsé, en 1146, son demi-frère aîné, Ladislas, devient grand-prince (grand-duc) de Pologne. Son territoire comprend la Mazovie et les terres adjacentes de la Cujavie, à l'ouest.
En 1231, Conrad Ier encourage les chevaliers teutoniques à pénétrer sur les frontières de son territoire pour se protéger des invasions des Vieux-Prussiens. Les chevaliers s'installent dans la région de Chełmno, sur la basse Vistule. En 1234, Hermann von Salza, le grand-maître de l'ordre Teutonique présente au pape Grégoire IX un document falsifié faisant état de la donation d’un territoire par Conrad de Mazovie. C'est le début de la création de l'État monastique des chevaliers teutoniques.
En 1233, Conrad donne la Mazovie à son fils aîné Boleslas et la Cujavie à son second fils Casimir. Conrad décède en 1247 et Boleslas, au printemps 1248. C'est Siemowit, le plus jeune fils de Conrad, qui hérite de la Mazovie.
À la mort de Siemovit, en 1262, ses fils Conrad II et Boleslas II se disputent pour la partition de la Mazovie. Conrad transfère sa capitale et crée le duché de Czersk, tandis que Boleslas hérite du duché de Płock, mais aucun d'eux n'est satisfait. À la mort de Boleslas V le Pudique, duc princeps de Pologne, la guerre civile en Mazovie empêche Conrad de revendiquer le trône de Cracovie. Cela ne l'empêche pas de s'opposer à Lech II qui s'est emparé du trône, et à rejoindre le camp des opposants. La mort de Lech le noir, en 1288 ne résout rien. Conrad doit maintenant faire face à deux nouveaux opposants: Henri IV, duc de Wrocław, et son propre frère Boleslas.
Lorsque le royaume de Pologne est finalement restauré en 1295 par le couronnement de Przemysl II, duc de Grande-Pologne, le duché de Mazovie reste indépendant. Conrad II de Czersk décède le 11 octobre 1294. Boleslas devient le souverain de toute la Mazovie. Il fonde la place forte de Varsovie. En 1310, il cède une partie de la Mazovie à ses fils.
- Siemovit reçoit la région de Varsovie (jusqu'en 1345),
- Trojden reçoit la région de Czersk (jusqu'en 1341),
- Wacław reçoit la région de Płock (jusqu'en 1346).

Siemowit III, fils de duc Trojden, parvient à réunir la plupart des terres de Mazovie. En 1351, lui et son frère Casimir, prince de Ciechanów et Varsovie, deviennent vassaux du roi de Pologne, tandis que l'évêché de Płock demeure une partie de l'archidiocèse de Gniezno.
Après la mort de Siemovit III, en 1381, la Mazovie est de nouveau partagée entre ses fils:
- Janusz, duc de Czersk, jusqu'à ce qu'il déménage sa résidence à Varsovie en 1413, suivi par son petit-fils Boleslas IV
- Siemovit IV de Mazovie, duc de Rawa et Płock (jusqu'en 1426), également duc de Belz à partir de 1388.

Depuis 1385 la Mazovie est entourée par les états de l'union de Pologne-Lituanie, administrés désormais par les souverains de la dynastie Jagellon. Les ducs de Mazovie, quant à eux, administrent aussi le duché de Belz jusqu'en 1462.
Après la création des voïvodies de Rawa et Płock, en 1495 le dernier fils survivant de Boleslas IV, Conrad III dit le Roux, réuni les terres de Mazovie. Cependant, la lignée masculine des Piast de Mazovie s'éteint, en 1526, avec la mort Janusz III le dernier fils de Conrad III. Le duché de Mazovie, devenu voïvodie, est désormais intégré dans le royaume de Pologne.

## Sources
- (en) Cet article est partiellement ou en totalité issu de l’article de Wikipédia en anglais intitulé « Duchy of Masovia » (voir la liste des auteurs).